# 십칠사찬고금통요
《십칠사찬고금통요(十七史纂古今通要)》는 원(元)의 호일계(胡一桂)의 찬술로, 중국의 내부장판(內府藏板)에 의하면, 대덕(大德) 6년(1302년)에 자신이 쓴 서문으로 보아 그 무렵에 편찬된 것임을 알 수 있다. 그 내용은 사마천의 《사기(史記)》 이후의 십칠사(十七史)에서 내용을 간추리고 자기의 논단을 붙인 일종의 사평서(史評書)이다.
이 책은 찬자의 아들인 호창조(胡昌祖)가 교정음주(校正音注)한 것에 의거하여 태종 12년(1412년)에 계미자로 인출한 17권 전질 중 겨우 제16·17권뿐이다. 이는 본래 1책으로 장책된 것인데, 분책되어 제16권은 서울대학교도서관, 제17권은 국립중앙도서관에 비장되어있다. 이중 서울대에서 소장하고 있는 권16(귀 952.01 -H65S)의 분책은 본래 총 37장인데, 제26장의 앞부분이 결락된 것을 비롯하여 제27장과 28장을 잃어 34장 반엽이 현존하고 있다. 그 현존하는 책장도 열람이 잦아서 서구(書口)쪽 아랫부분이 마손되어 문자를 판독할 수 없는 곳이 있고, 그밖에도 군데군데 보이지 않는 곳이 있다. 판식은 좌우쌍변(左右雙邊), 반곽(半廓) 23.2×14.3cm, 유계(有界), 반엽(半葉) 8행17자, 주쌍행(註雙行), 상하하향흑어미(上下下向黑魚尾), 전체크기 25.6×18.7cm이다. 표지장정은 황지홍사(黃紙紅絲)에 의한 선장본(線裝本)으로 개장되었다.
이 책은 원래 일본인 등전양책(藤田亮策)의 구장이었던 것이 해방 직후 김원룡에게 입수되었다가, 다시 분책되어 16책은 서울대도서관으로, 17권은 국립중앙도서관에 이관되었다.
이 책은 조선조 최초로 주성한 동할자인 계미자로 찍어낸 점에서 그 가치가 높다. 계미자의 자체는 남송 촉본의 자체 중 방필의 구양순체를 바탕으로 하면서도 원필이 곁들여지고 날카로운 수금체(瘦金體)의 기미가 나타나고 있는 자체와 비슷하다고 할 수 있다. 이 활자본은 고려말부터 조선 초기에 이르기까지 조판술의 발달사에 있어서도 매우 중요하다. 계미자본은 그 인본을 보면 크고 작은 활자의 모양이 균정하지도 않고 그 크기가 일정하지도 않다. 이 활자를 조판할 때는 사주를 고착시킨 뒤 상하변에 계선과 어미까지 고착시킨 인판을 마련하고 각 행간의 활자가 꽉 들어맞도록 배열하였다. 따라서 옆줄이 맞지 않고 위·아래로 드나듬이 심하여 윗자와 아랫자의 획이 서로 물린 것이 많다. 또한 태종 3년(1403)에 주조되어 세종 2년(1420년)의 경자자를 주조하기까지 18년 동안만 사용되었던 활자로서 그 인본이 매우 희귀하다. 이에 국보 제148-1호로 지정되어 다른 계미자본과 같이 그 가치를 인정받고 있다.

## 참고 자료
- 십칠사찬고금통요 - 국가유산청 국가유산포털

 본 문서에는 서울특별시에서 지식공유 프로젝트를 통해 퍼블릭 도메인으로 공개한 저작물을 기초로 작성된 내용이 포함되어 있습니다.